# デカヒドロキシシクロペンタン
デカヒドロキシシクロペンタン（英: Decahydroxycyclopentane）は、化学式C5O10H10（または C5(OH)10）で表される有機化合物である。シクロペンタンの各位にヒドロキシ基が2つずつジェミナル結合している。
この化合物は、シクロペンタンペントンの五水和物（C5O5·5H2O）であると考えられてきた。
デカヒドロキシシクロペンタンは、クロコン酸（C5O3(OH)2）を硝酸で酸化することにより調製できる。水に可溶な無色の結晶で、115℃で脱水し単離できる。約160℃まで加熱すると徐々に分解する。ハインリッヒウィルにより1861年に合成され、長い間シクロペンタンペントンの水和物であると考えられてきた。